# Amblyseius meridionalis
Amblyseius meridionalis är en spindeldjursart som beskrevs av Berlese 1914. Amblyseius meridionalis ingår i släktet Amblyseius och familjen Phytoseiidae. Inga underarter finns listade i Catalogue of Life.